# Danaea chococola
Danaea chococola là một loài dương xỉ trong họ Marattiaceae. Loài này được Christenh. mô tả khoa học đầu tiên năm 2010.
Danh pháp khoa học của loài này chưa được làm sáng tỏ. 